# Lovisa Lindh
Lovisa Tora Yvonne Lindh, född 9 juli 1991 i Kungälv, är en svensk friidrottare från Ytterby som främst tävlar på distansen 800 meter. Hon tävlar för Ullevi FK.

## 2009
Lindh vann guld på 800 meter vid inomhus-SM i Bollnäs månadsskiftet januari/februari. Vid ute-SM i Malmö senare på året tog hon bronsmedalj på 800 meter (efter Charlotte Schönbeck och Sofia Öberg).

## 2010
Vid junior-VM i Moncton, Kanada deltog hon på 800 meter men slogs ut i försöken med tiden 2.10,51.

## 2011
Lindh slutade trea i Finnkampen på 800 meter med tiden 2.07,68.

## 2012
Lindh vann SM och Finnkampen.

## 2013
Vid U23-EM i Tammerfors i juli tog sig Lovisa Lindh till final på 800 meter med personbästa 2.03,51. I finalen kom hon in på en sjundeplats.

## 2014
I slutet på juni förbättrade Lindh vid Världsungdomsspelen i Göteborg sitt personliga rekord på 800 meter från året innan till 2.02,74. Vid EM i Zürich i augusti tog hon sig vidare från försöken på 800 meter på ytterligare ett personbästa 2.01,73. Hon slogs dock sedan ut i semifinalen.

## 2016
I mars deltog hon i inomhus-VM i Portland, Oregon men slogs ut i ena försöksheatet på 800 meter, tid 2.03,44.
Lindh vann brons på 800 meter i friidrotts-EM i Amsterdam den 9 juli med tiden 2.00,37, nytt personligt rekord.
Lindh deltog i OS 2016 på 800 meter, där hon blev utslagen i semifinal på nya personbästatiden 1.59,41.

## 2019
Vid friidrotts-VM i Doha i oktober 2019 blev Lindh utslagen i försöken på 800 meter.

## 2021
Lindh vann guld på 800 meter vid utomhus-SM på Ryavallen i Borås 29 augusti 2021.

## Utmärkelser
Lovisa Lindh belönades år 2017 med Stora grabbars och tjejers märke nummer 548.

## Personliga rekord
| Utomhus - 400 meter – 55,15 (Göteborg 29 juni 2013) - 800 meter – 1.58,77 (Lausanne, Schweiz 6 juli 2017) - 1 000 meter – 2.35,15 (Göteborg 11 juli 2017) - 1 500 meter – 4.09,03 (Florø, Norge 10 juni 2017) | Inomhus - 400 meter – 55,59 (Malmö 27 februari 2016) - 800 meter – 2.01,37 (Belgrad, Serbien 5 mars 2017) - 1 500 meter – 4.26,15 (Bollnäs 26 februari 2012) |